# Райнова
Ра́йнова — село в Україні, у Самбірському районі Львівської області. Населення становить 205 осіб. Орган місцевого самоврядування - Хирівська міська рада.
У 2021 році в травні зловмисники розбили вікно та пограбували церкву УГКЦ. Вкрали близько 1000 грн та церковне начиння.

## Відомі люди
- Гаврилик Петро Михайлович — референт пропаганди та виконувач обов'язки керівника Самбірського надрайонного проводу ОУН, Лицар Срібного хреста заслуги УПА. Загинув поблизу села.

| Україна | Це незавершена стаття з географії України. Ви можете допомогти проєкту, виправивши або дописавши її. |

1. ↑  www.lmn.in.ua https://www.lmn.in.ua/na-sambirshchyni-u-svitlyj-tyzhden-pohrabuvaly-tserkv/. Процитовано 11 травня 2021. {{cite web}}: Пропущений або порожній |title= (довідка)